# Wilhelm Ludwig Hertz
Wilhelm Ludwig Hertz (* 26. Juni 1822 in Hamburg; † 5. Juni 1901 in Berlin) war ein Berliner Buchhändler und Verleger.

## Leben

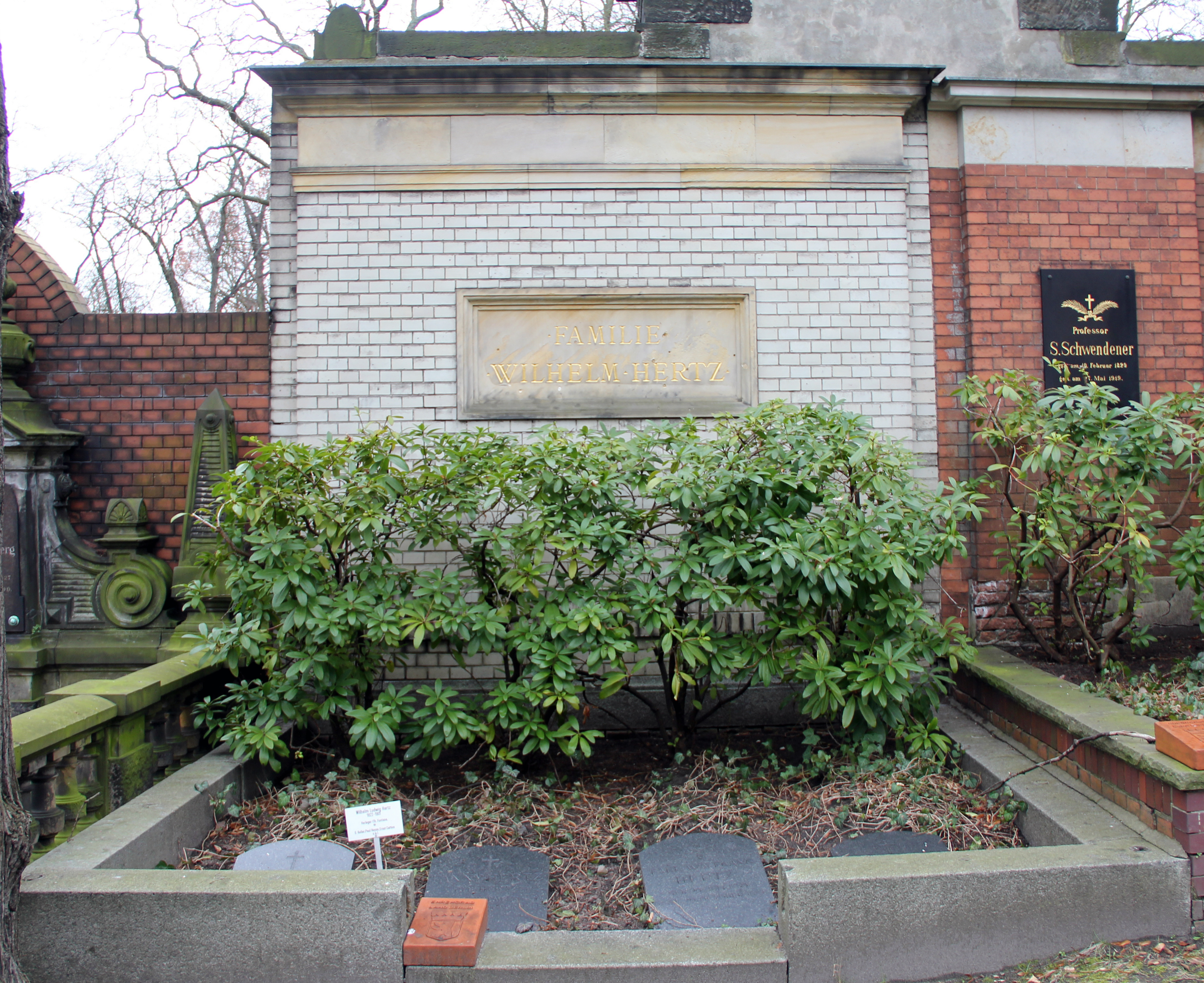
Ehrengrab, Großgörschenstraße 12, in Berlin-Schöneberg

Wilhelm Ludwig wurde als Sohn des Apothekers Johann Jakob Hertz (1788–1867) und seiner Ehefrau Marianne Hertz geb. von Halle (1792–1844), einer Bankierstochter, in Hamburg geboren; beide Elternteile waren jüdischer Abstammung und seit 1816 miteinander verheiratet. Es ist jedoch sehr wahrscheinlich, dass sein biologischer Vater Adelbert von Chamisso (1781‒1838), der bekannte Naturforscher und Dichter französischer Herkunft war, welcher mit Wilhelm Ludwigs Mutter eine außereheliche Liebesbeziehung hatte. Wilhelm Ludwig hatte drei ältere Brüder: Martin Julius (1818‒1895), Hans Julius (* 1819; im gleichen Jahr verstorben) und Otto Julius Hertz (1820‒1898). Dass diese drei als zweiten Vornamen traditionell den Vatersnamen Julius (als modernen Ersatz für den alttestamentlichen Namen Joseph), Wilhelm jedoch Ludwig als Patronym bekam, ist als Hinweis auf seine Abkunft von Chamisso gewertet worden, dessen wirklicher erster Vorname Louis lautete.
Nach der Übersiedelung der Familie Hertz von Hamburg nach Berlin im Jahre 1829 wurde Wilhelm für einige Jahre der Cauerschen Anstalt, einer Internatsschule in Charlottenburg, zur Erziehung anvertraut. Er besuchte anschließend das Friedrichswerdersche Gymnasium in Berlin und wollte eigentlich Maler werden. Stattdessen ging er 1840 bei Stange in Berlin und daraufhin bei Friedrich Johannes Frommann in Jena als Buchhändler in die Lehre. 1844 arbeitete er bei Perthes, Besser & Mauke in Hamburg als Gehilfe. 1847 heiratete Wilhelm Hertz in Hamburg seine Cousine Fanny (1826–1913) und kaufte im selben Jahr die Bessersche Buchhandlung in Berlin. 1848 wurde der Sohn Hans Adolf (gest. 1895) geboren. Weitere Kinder des Ehepaares Hertz waren: Marianne (1849–1917) verh. Lehnerdt, Paul Wolfgang (1850–1884), Fanny (1852–1918) verh. Strack, Bernhard Wilhelm (1853–1886), Emma (1856–1932) verh. Springer und Otto Ludwig (1859–1891).
Durch die Hochzeit seiner Tochter Emma Hertz im Jahr 1879 war er der Schwiegervater des Berliner Verlegers Fritz Springer.
Die letzte Ruhe fand Wilhelm Hertz auf dem Alten St.-Matthäus-Kirchhof in Berlin-Schöneberg. Sein Grab ist seit 1984 als Ehrengrab der Stadt Berlin gewidmet.

## Tätigkeit als Verleger
1847 kaufte Hertz die Bessersche Buchhandlung und gründete einen Verlag. In den folgenden Jahrzehnten verlegte Wilhelm Hertz – neben wissenschaftlichen Werken – Theodor Fontane, Emanuel Geibel, Gottfried Keller, Julian Schmidt, Herman Grimm und seinen Freund Paul Heyse. Bei Wilhelm Hertz erschienen mehr als tausend Titel. Dazu nur ein Beispiel: 1893 kam im Verlag der – gemessen an Nachauflagen erfolgreiche – Ursley-Roman heraus. Das war die erste größere Prosaarbeit der 29-jährigen Ricarda Huch.
1879 stand Wilhelm Hertz dem Börsenverein der Deutschen Buchhändler Leipzig vor, nachdem er bereits seit 1854 im Vorstand tätig gewesen war.
1875 wurde der Sohn Hans Adolf Hertz Teilhaber der Besserschen Buchhandlung. Nachdem der Sohn 1895 durch Freitod verstorben war, verkaufte Wilhelm Hertz, durch gesundheitliche Probleme mehr und mehr an seiner Verlegertätigkeit gehindert, mehrere Autorenrechte an Cottas Nachfolger in Stuttgart. Nach Hertz’ Tod kaufte der von Adolf Kröner (ab 1905: Adolf von Kröner) geführte Cotta-Verlag im Rahmen seiner Expansionsbestrebungen am 24. August 1901 die Firma Wilhelm Hertz an.
Wilhelm Hertz war ein wichtiger, zeitweise wohl der wichtigste Verleger Theodor Fontanes (1819‒1898). Und er förderte als Verleger die Entstehung von dessen erstem Roman Vor dem Sturm, die sich über Jahre hinzog, indem er den Autor immer wieder ermunterte und Vorschüsse auf das noch unvollendete Manuskript zahlte. Im Verlag von Wilhelm Hertz erschienen folgende Werke Fontanes:
1. Balladen. Berlin: 1861
2. Wanderungen durch die Mark Brandenburg. [Später: Erster Theil. Die Grafschaft Ruppin. Der Barnim. - Der Teltow.] Berlin: 1862
3. Wanderungen durch die Mark Brandenburg. Zweiter Theil. Das Oderland. Barnim. Lebus. Berlin: 1863
4. Wanderungen durch die Mark Brandenburg. Erster Theil. Die Grafschaft Ruppin. Barnim ‒ Teltow. Zweite vermehrte Auflage. Berlin: 1865
5. Wanderungen durch die Mark Brandenburg. Zweiter Theil. Das Oderland. Barnim‒Lebus. Zweite verbesserte Auflage. Berlin: 1868
6. Wanderungen durch die Mark Brandenburg. Dritter Theil. Ost-Havelland. Die Landschaft um Spandau, Potsdam, Brandenburg. Berlin: 1873
7. Wanderungen durch die Mark Brandenburg. Erster Theil. Die Grafschaft Ruppin. Dritte vermehrte Auflage. Berlin: 1875
8. Gedichte. Zweite, vermehrte Auflage. Berlin: 1875
9. Vor dem Sturm. Roman aus dem Winter 1812 auf 13. Band 1‒4. Berlin: 1878
10. Wanderungen durch die Mark Brandenburg. Zweiter Theil. Das Oderland. Barnim-Lebus. Dritte verbesserte Auflage. Berlin: 1880
11. Wanderungen durch die Mark Brandenburg. Dritter Theil. Havelland. Die Landschaft um Spandau, Potsdam, Brandenburg. Zweite verbesserte Auflage. Berlin: 1880
12. Grete Minde. Nach einer altmärkischen Chronik. [Roman] Berlin: 1880
13. Ellernklipp. Nach einem Harzer Kirchenbuch. [Roman] Berlin: 1881
14. Wanderungen durch die Mark Brandenburg. Vierter Theil. Spreeland. Beeskow-Storkow und Barnim-Teltow. Berlin: 1882
15. Wanderungen durch die Mark Brandenburg. Erster Theil. Die Grafschaft Ruppin. Vierte vermehrte Auflage. Berlin: 1883
16. Christian Friedrich Scherenberg und das literarische Berlin von 1840 bis 1860. [Biographie] Berlin: 1885
17. Wanderungen durch die Mark Brandenburg. Vierter Theil. Spreeland. Beeskow-Storkow und Barnim-Teltow. Zweite Auflage. Berlin: 1886
18. Grete Minde. Nach einer altmärkischen Chronik. [Roman] 2. Auflage. Berlin: 1888
19. Wanderungen durch die Mark Brandenburg. Zweiter Theil. Das Oderland. Barnim-Lebus. Vierte Auflage. Berlin: 1889
20. Wanderungen durch die Mark Brandenburg. Dritter Theil. Havelland. Die Landschaft um Spandau, Potsdam, Brandenburg. Dritte Auflage. Berlin: 1889
21. Gedichte. 3., vermehrte Auflage. Mit einem Bildnis. Berlin: 1889
22. Fünf Schlösser. Altes und Neues aus Mark Brandenburg. Berlin: 1889
23. Quitt. Roman. Berlin: 1891
24. Wanderungen durch die Mark Brandenburg. Erster Theil. Die Grafschaft Ruppin. Wohlfeile Ausgabe. [5. Aufl.] Berlin: 1892
25. Wanderungen durch die Mark Brandenburg. Zweiter Theil. Das Oderland. Barnim-Lebus. Wohlfeile Ausgabe. [5. Aufl.] Berlin: 1892
26. Wanderungen durch die Mark Brandenburg. Dritter Theil. Havelland. Die Landschaft um Spandau, Potsdam, Brandenburg. Wohlfeile Ausgabe. [4. Aufl.] Berlin:, 1892
27. Wanderungen durch die Mark Brandenburg. Vierter Theil. Spreeland. Beeskow-Storkow und Barnim-Teltow. Wohlfeile Ausgabe. [3. Aufl.] Berlin: 1892
28. Gedichte. 4. verm. Aufl. Mit einem Bildnis. Berlin: 1892
29. Unwiederbringlich. Roman. Berlin: 1892
30. Unwiederbringlich. Roman. 2. Auflage. Berlin: 1892
31. Wanderungen durch die Mark Brandenburg. Zweiter Theil. Das Oderland. Barnim-Lebus. Wohlfeile Ausgabe. [5. Aufl.] Berlin: 1893
32. Wanderungen durch die Mark Brandenburg. Erster Theil. Die Grafschaft Ruppin. Wohlfeile Ausgabe. Sechste Aufl. Berlin: 1896
33. Vor dem Sturm. Roman aus dem Winter 1812 auf 13. Wohlfeile Volksausgabe. [2. Aufl.] Berlin: 1896
34. Gedichte. 5. vermehrte Auflage. Mit einem Bildnis. Berlin: 1898
35. Vor dem Sturm. Roman aus dem Winter 1812 auf 13. Dritte Auflage. Berlin: 1898
36. Unwiederbringlich. Roman. 3. Auflage. Berlin: 1898
37. Ellernklipp. Nach einem Harzer Kirchenbuch. [Roman] 2. Auflage. Berlin: 1899
38. Gedichte. 6. Auflage. Mit einem Bildnis. Berlin: 1899
39. Die Grafschaft Ruppin. Wohlfeile Ausgabe. 7. Auflage. Berlin: 1899
40. Wanderungen durch die Mark Brandenburg. Zweiter Theil. Das Oderland. Barnim-Lebus. Wohlfeile Ausgabe. 6. Aufl. Berlin: 1899
41. Wanderungen durch die Mark Brandenburg. Dritter Theil. Havelland. Die Landschaft um Spandau, Potsdam, Brandenburg. Wohlfeile Ausgabe. 5. Aufl. Berlin: 1899
42. Wanderungen durch die Mark Brandenburg. Vierter Theil. Spreeland. Beeskow-Storkow und Barnim-Teltow. Wohlfeile Ausgabe. 4. Aufl. Berlin: 1899
43. Grete Minde. Nach einer altmärkischen Chronik. [Roman] 3. Auflage. Berlin: 1900
44. Gedichte. 7. Aufl. Mit einem Bildnis. Berlin: 1901
45. Wanderungen durch die Mark Brandenburg. Dritter Theil. Havelland. Die Landschaft um Spandau, Potsdam, Brandenburg. Wohlfeile Ausgabe. 6. Aufl. Berlin: 1901